# 企業的概念
《企業的概念》是管理學教授和社會學家彼得·德鲁克在1946年出的一本書。這本書是對通用汽车運營的審視，深入研究大公司如何在廣泛的層面上影響社會，德鲁克的傳記作者傑克·貝提則稱其為「一本關於商業的書，就像《白鯨記》是一本關於捕鯨的書」。